# Републички секретаријат за законодавство (Република Српска)
Републички секретаријат за законодавство је самостална републичка управна организација Републике Српске. Републичким секретаријатом за законодавство руководи директор, а тренутни директор је Бранислав Шкобо.

## Надлежности
Републички секретаријат за законодавство обавља стручне послове, који се односе на:
- израђивање, праћење и унапређивање правног система Републике Српске
- информисање Владе Републике Српске о остваривању уставности и законитости
- обезбјеђивање усаглашености закона, других прописа и општих аката са Уставом Републике Српске, правним системом и Правилима за израду закона и других прописа Републике Српске у поступку њиховог доношења, давањем стручних мишљења о нацртима и приједлозима закона и других прописа који се упућују Влади Републике Српске
- обезбјеђивање методолошког јединства, нормативно-техничке и језичке ваљаности, као и редиговање коначног текста нацрта, односно приједлога закона
- давање стручних мишљења Влади о нацртима и приједлозима закона и других прописа у којима Влада Републике Српске није предлагач
- сарадњу са министарствима и другим републичким органима и учествовање у припреми одговора на приједлог за покретање поступка оцјене уставности закона, другог прописа и општег акта
- вршење надзора над усаглашености са законима и бригу о објављивању правилника и других општих аката републичких органа управе у "Службеном гласнику Републику Српске"
- припремање закона и других прописа из надлежности Секретаријата
- бригу о очувању правног система Републике Српске приликом усклађивања закона и других прописа Републике Српске са законодавством Европске уније
- бригу о спровођењу Смјерница за поступање републичких органа управе о учешћу јавности и консултацијама у изради закона
- друге послове у складу са законом